# Rosoman, Sofia
Rosoman (în bulgară Росоман) este un sat în comuna Bojuriște, regiunea Sofia,  Bulgaria. 

## Demografie
Componența etnică a satului Rosoman
     Bulgari (79,31%)
     Nicio identificare (20,68%)
     Altele (0%)
La recensământul din 2011, populația satului Rosoman era de 29 locuitori. Din punct de vedere etnic, majoritatea locuitorilor (79,31%) erau bulgari. Pentru 20,68% din locuitori nu este cunoscută apartenența etnică.